# 結 -ゆい-
「結 -ゆい-」（ゆい）は、日本のシンガーソングライター・miwaの楽曲。21枚目のシングルとして2016年10月5日に発売された。

## 解説
「結 -ゆい-」は『NHK全国学校音楽コンクール2016』の中学生の部における課題曲として書き下ろされた。“大きな夢に向かって仲間と共にチャレンジしてみること”の素晴らしさを込めて作詞したという。
NHK『みんなのうた』、2016年8月 - 9月の使用曲。この曲で2016年12月31日の『第67回NHK紅白歌合戦』に出場し歌唱。熊本市立帯山中学校合唱部の生徒らとの共演であった。
ミュージックビデオは、オーケストラに囲まれてピアノを演奏するバージョンと、NHK『みんなのうた』でも放映されたアニメバージョンがある。

## 収録曲

### 初回生産限定盤

#### CD
1. 結 -ゆい- [4:39]
  - 『NHK全国学校音楽コンクール2016 (Nコン2016)』 課題曲、NHK『みんなのうた』（2016年8月 - 9月）使用曲。[13]ドラムに山木秀夫。
2. オンマイウェイ
  - NHK「オン マイ ウェイ」 新テーマソング。[14]
3. Princess (Tropical Remix)[15]
4. 結 -ゆい- (Instrumental)
5. オンマイウェイ (Instrumental)

#### DVD
1. 結 -ゆい-（ビデオクリップ+メイキング）

### 期間生産限定盤
混声三部合唱（ピアノ伴奏付き）のミニ楽譜の付録付き。
CD
1. 結 -ゆい-
2. オンマイウェイ
3. 結 -ゆい- (混声三部合唱)
  - NHK東京児童合唱団と、同合唱団・ユースメンズスクワイアの歌唱によるもの。

4. 結 -ゆい- (Instrumental)
5. オンマイウェイ (Instrumental)

DVD
1. 結 -ゆい-（NHK「みんなのうた」ノンテロップバージョン）
  - NHK「みんなのうた」で放送されたMVの、ノンテロップバージョン。

### 通常盤
初回生産限定版のCDと同内容。
| 全作詞: miwa。 |                                    |      |              |         |      |
| #              | タイトル                           | 作詞 | 作曲         | 編曲    | 時間 |
| 1.             | 「結 -ゆい-」                      | miwa | miwa         | NAOKI-T | 4:41 |
| 2.             | 「オンマイウェイ」                 | miwa | miwa         | L.O.E   | 4:17 |
| 3.             | 「Princess（Tropical Remix）」     | miwa | miwa,NAOKI-T | NAOKI-T | 4:58 |
| 4.             | 「結 -ゆい- (Instrumentnal)」      | miwa |              |         |      |
| 5.             | 「オンマイウェイ (Instrumentnal)」 | miwa |              |         |      |